# マルシリ症候群
マルシリ症候群(英語：marsili syndrome、Marsili pain syndrome）とは、「ZFHX2」という遺伝子の突然変異により通常の人よりも痛感全般を感じにくくなる遺伝子病である。
。

## 歴史
イタリアに住むMarsili一家が痛みを感じにくい（母親が若いころから認識しており、火傷や骨折に気づかなかった。彼女の子供たちにも同じ傾向がみられた。）ことから、遺伝子の研究が行われていた。それらの研究成果が、神経学の学術誌 Brain のウェブページに2017年12月14日に掲載された。